# قطار سبک شهری مانیل
قطار سبک شهری مانیل (انگلیسی: Manila Light Rail Transit System) سیستم قطار سبک شهری برقی در شهر مانیل، فیلیپین است.
این مترو که در تاریخ ۱ دسامبر ۱۹۸۴ تأسیس شده، دارای ۲ خط، ۳۱ ایستگاه و ۳۳٫۴ کیلومتر طول می‌باشد.

## نقشه

نقشه قطار سبک شهری (آبی و سبز) و متروی مانیل (خط زرد)

## نگارخانه

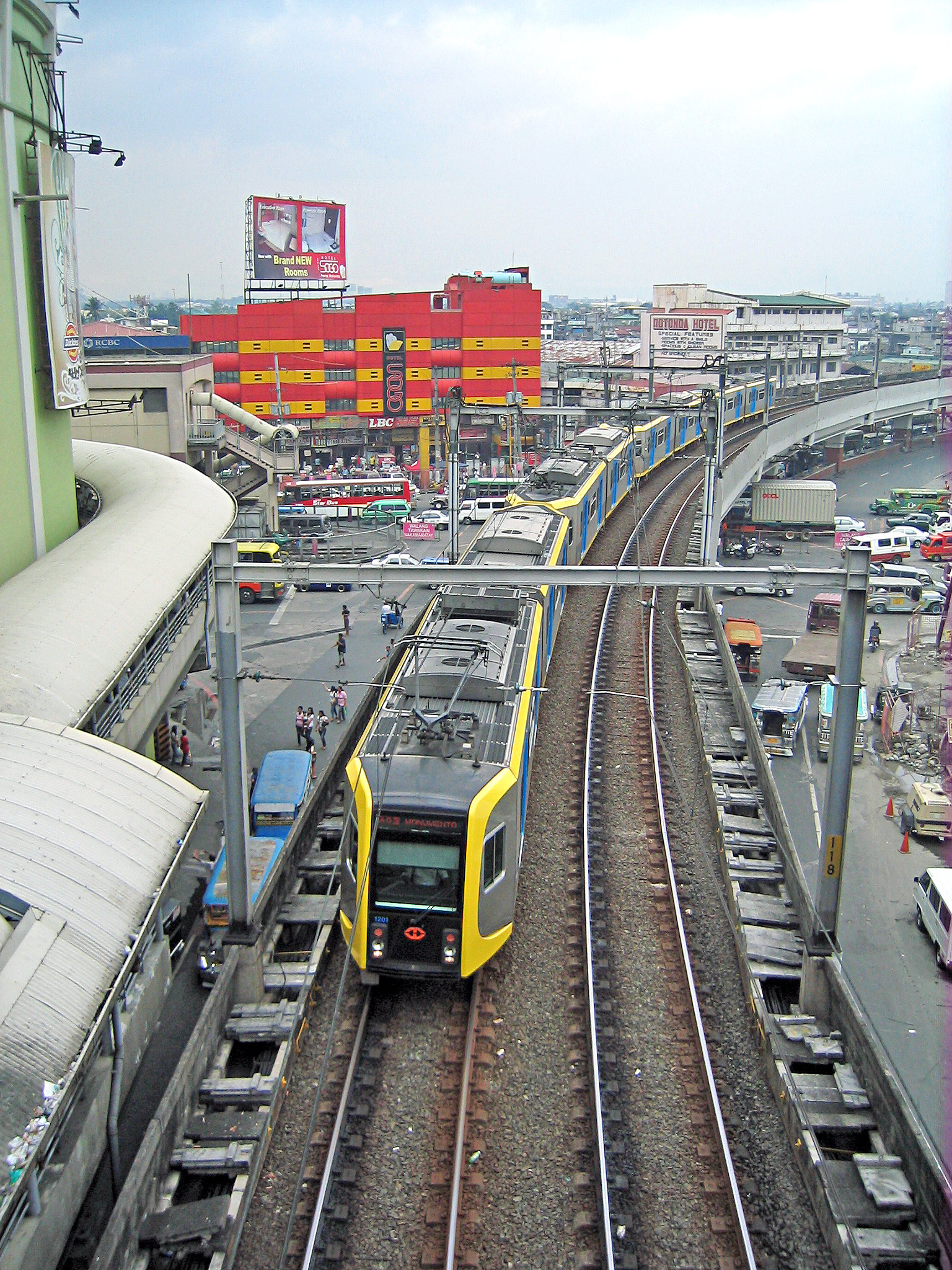
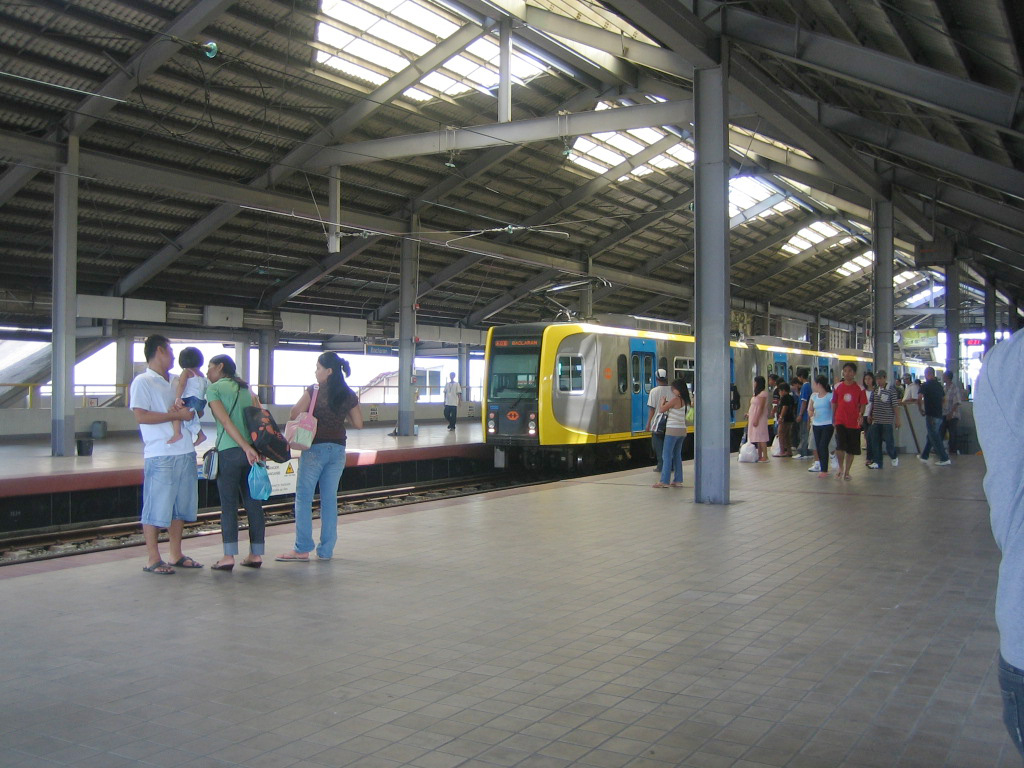
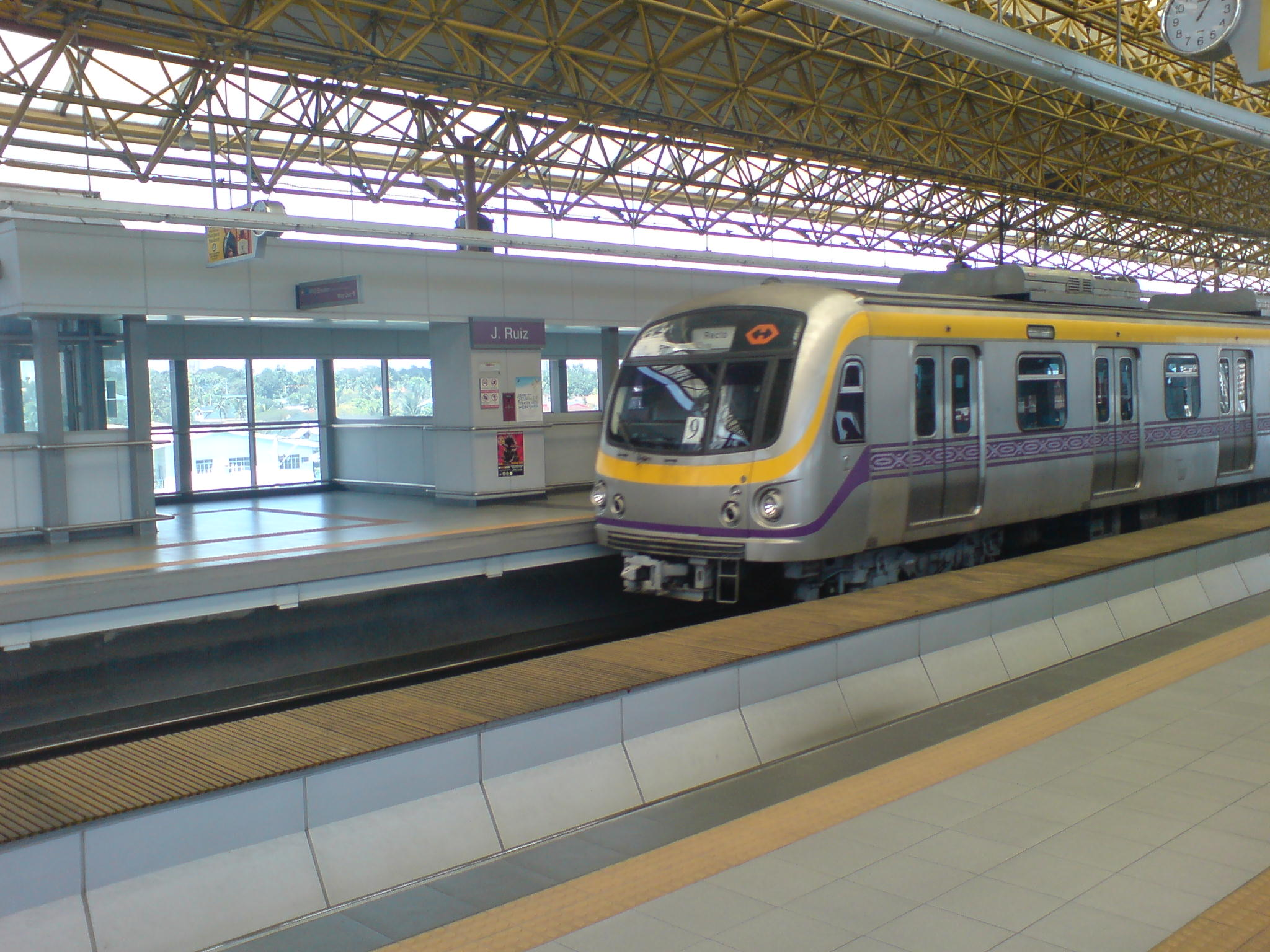
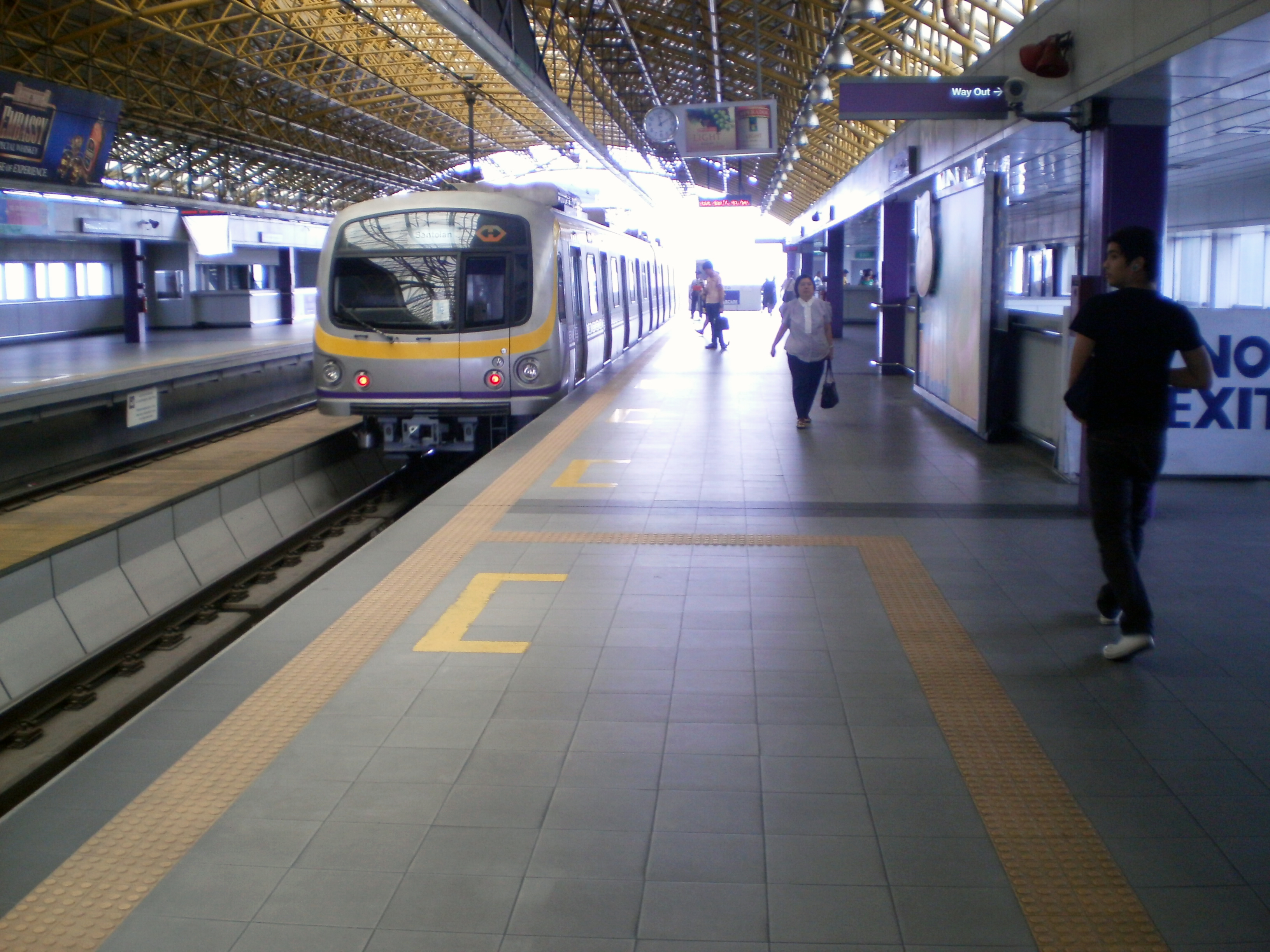